# Équipe cycliste Arbos
L'équipe cycliste Arbos est une équipe cycliste italienne sur route, ayant pour sponsor le fabricant de cycles Arbos. 
La marque Arbos de Plaisance est née de l'acronyme de deux noms, Araldi et Boselli, propriétaires de l'entreprise. Après avoir sponsorisée des coureurs individuels en 1946 et 1947, elle existe comme équipe cycliste professionnelle à part entière entre 1947 et 1957. Elle a comme sponsors des partenaires tels que Pirelli, Clément, Talbot, avec lesquels elle participe aux compétitions les plus importantes tout au long des années 1940 et 1950. Les principaux coureurs de l'équipe sont Luciano Pezzi, Nino Assirelli, Pierino Baffi et Pasquale Fornara.

## Principaux résultats

### Courses d'un jour
- Trois vallées varésines : 1949 (Nedo Logli)
- Tour de Romagne : 1950 (Livio Isotti)
- Tour de Toscane : 1952 (Rinaldo Moresco)
- Grand Prix Ceramisti : 1952 (Livio Isotti) et 1953 (Primo Volpi)
- Coppa Sabatini : 1952 et 1953 (Primo Volpi)
- Coppa Bernocchi : 1952 (Primo Volpi), 1955 (Renato Ponzini) et 1956 (Vasco Modena)

### Courses par étapes
- Bruno Monti : 1954 (Rome-Naples-Rome)
- Tour d'Europe : 1954 (Primo Volpi)
- Tour de Sicile : 1955 (Gilberto Dall’Agata)
- Tour de Romandie : 1956 et 1957 (Pasquale Fornara)

### Bilan sur les grands tours
- Tour d'Italie
  - 9 participations (1947, 1948, 1949, 1950, 1951, 1952, 1953, 1954, 1955)
  - 9 victoires d'étapes :
    - 1 en 1948 : Nedo Logli
    - 1 en 1951 : Luciano Frosini
    - 1 en 1952 : Fritz Schär
    - 3 en 1953 : Nino Assirelli et Primo Volpi (2)
    - 1 en 1954 : Mauro Gianneschi
    - 1 en 1955 : Giovanni Corrieri
    - 1 en 1956 : Pasquale Fornara

  - 0 victoire finale
  - 0 classement annexe